# بدفوردشر
بدفوردشایر (به انگلیسی: Bedfordshire) یک شهرستان تشریفاتی و شهری در ناحیه شرق انگلستان می‌باشد. در سال ۲۰۱۱ جمعیت آن ۶۱۷٬۰۰۰ نفر سرشماری شده‌است. اکثر خاک این شهرستان را که ۱٬۲۳۵ کیلومتر مربع می‌باشد، مناطق شهری تشکیل می‌دهد.

## بخش‌ها
- بدفورد بورو
- بدفوردشایر مرکزی
- لوتون